# 派生語言

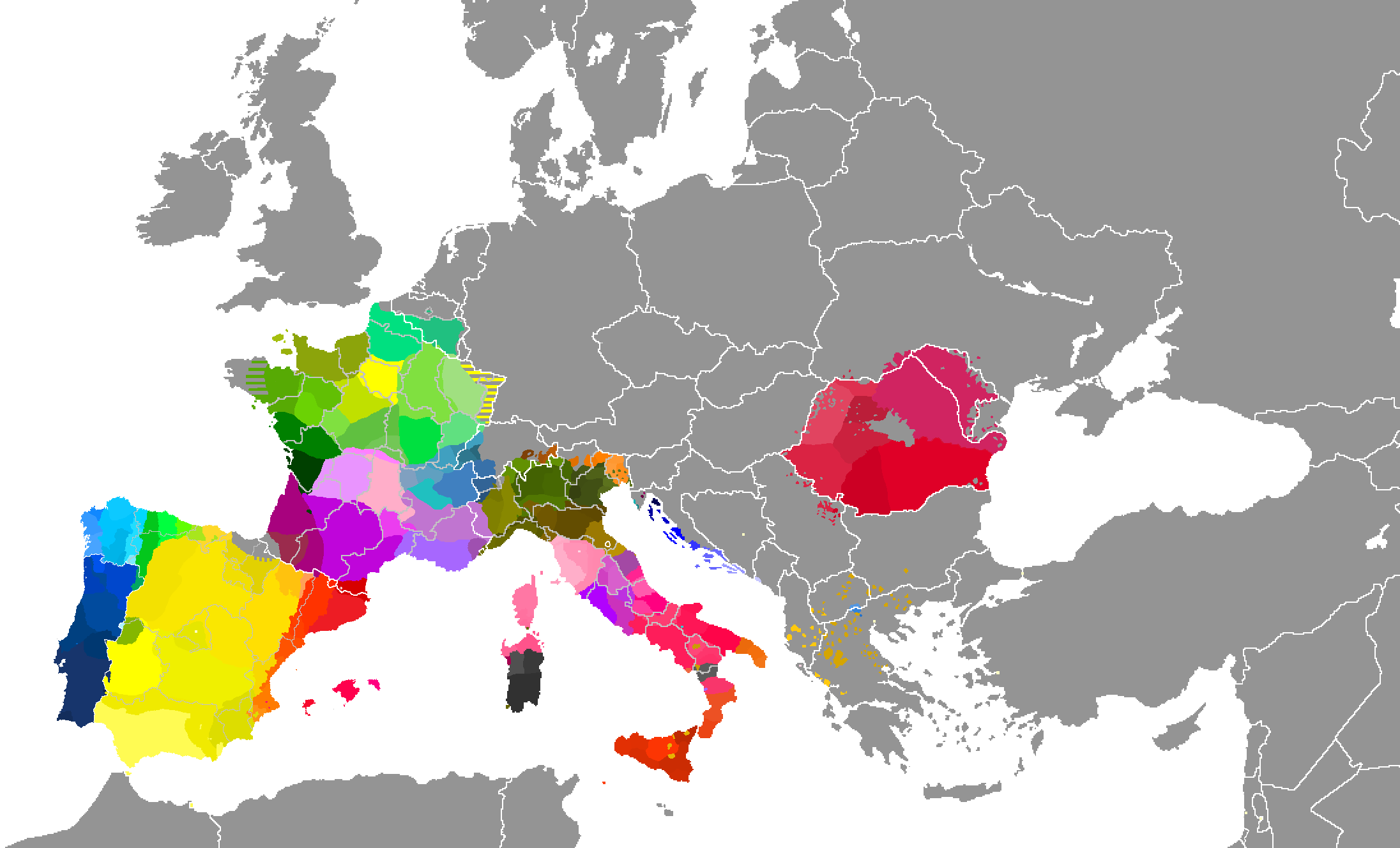
欧洲派生语言的传承国家图

在歷史語言學當中，派生語言（英語：daughter language，字面意思爲「女兒語言」）或子語言指一種通過語系關係的遺傳過程從另一種語言中派生而來的語言。嚴格意義上來説，將不同語言之關係比作「母女」關係的説法在語言學的歷史中會帶來一定誤解，因爲一種派生語言通常從其最初的階段一脈相承，與上層語言的關係并非「生育」或「傳宗接代」。